# Xibados
Els xibados (o quimbandas) són persones de tercer gènere, nascuts homes, que vivien més sovint com a dones. Es van trobar entre les cultures dels Ndongo i altres parts del que avui és Angola. Van ser descrits per primera vegada a l'occident pels portuguesos.
Els xibados estaven implicats com a «àrbitres espirituals en decisions polítiques i militars» i també realitzaven enterraments. Olfert Dapper va descriure els xibados com a xamans «que caminen vestits com dones».
Els sacerdots portuguesos i jesuïtes van descriure com els xibados vivien com a dones i podien casar-se amb altres homes sense sancions socials. En canvi, «aquests matrimonis eren honrats i fins i tot apreciats». Els xibados formaven una casta separada i els ancians es deien a si mateixos com a «Àvia».
La reina Nzinga de Ndongo i Matamba tenia més de cinquanta xibados a la seva cort. Es deia que els xibados eren utilitzats per Nzinga com a concubines.
A mesura que els portuguesos van guanyar més control a l'Àfrica, les lleis colonials van introduir i van augmentar l'homofòbia.